# Jakub de la Lande
Jakub de la Lande, (fra.) Jacques de la Lande (ur. 8 marca 1735 w La Ferté-Auvray, zm. 3 września 1792 w Paryżu) – błogosławiony Kościoła katolickiego, męczennik, prezbiter, który padł ofiarą prześladowań antykatolickich okresu francuskiej rewolucji.
Urodził się w miejscowości La Ferté-Auvray należącej do diecezji Séez. Jako miejsce urodzenia podawane też jest La Forêt-Auvray. W okresie rewolucji pełnił posługę kapłańską w Illiers-l’Évêque jako proboszcz miejscowej parafii. Kiedy usunięto go ze stanowiska, udał się do Paryża i tam został aresztowany razem z kuzynami Piotrem i Robertem Franciszkiem Guérin du Rocher. Uwięzieni zostali w prowizorycznym więzieniu utworzonym z kościoła i zabudowań przy seminarium Saint Firmin (św. Firmina). Wszyscy trzej padli ofiarą tak zwanych masakr wrześniowych, w których zginęło 300 duchownych.
Dzienna rocznica śmierci jest dniem kiedy wspominany jest w Kościele katolickim.
Jakub de la Lande znalazł się w grupie 191 męczenników z Paryża beatyfikowanych przez papieża Piusa XI 17 października 1926.